# Introducing a Very Heavy Person, First Visit to the Audio Equivalent of a Graphic Novel
Introducing a Very Heavy Person, First Visit to the Audio Equivalent of a Graphic Novel ist ein Musikalbum des Sergio Armaroli Quintet. Die im September 2023 in Mailand entstandenen Aufnahmen erschienen am 17. Januar 2025 auf ezz-thetics.

## Hintergrund
Armaroli ist in seiner ästhetischen und musikalischen Auffassung stark von John Cage geprägt. Wie bei Cage wird auch seine Musik von Poesie, Malerei und Philosophie beeinflusst. Diese Aufnahme vom September 2023 hat eine direkte Verbindung zu einer Rundfunkaufführung vom 31. Mai 1942 in Chicago. John Cage wurde von CBS Radio beauftragt, die Musik für The City Wear a Slouch Hat zu schreiben, ein Hörspiel von Kenneth Patchen aus dem Jahr 1941. Patchen (1911–1972), auch bekannt als „Vater der Beat Generation“, war Dichter, Aktivist und überzeugter Pazifist. Gegen Ende seiner Karriere konnte man ihn seine Gedichte zusammen mit Jazzmusikern wie Charles Mingus und Allyn Ferguson vortragen hören. In jüngerer Zeit haben Patchens Gedichte die Musik von Peter Brötzmann und John Hollenbecks «Claudia Quintet» inspiriert, notierte Mark Corroto.
Die Sendung City Wear a Slouch Hat war eine Mischung aus Surrealismus, Metaphysik und elisabethanischer Poesie, so Corroto. Ein Mann, nur als „Die Stimme“ bekannt, läuft durch die Stadt und begegnet Menschen, darunter Obdachlosen, Gangstern, einem Betrunkenen, einer Frau, die (fälschlicherweise) glaubt, ihr Gesicht sei schrecklich vernarbt. Irgendwann wird sogar der Erzähler ausgeraubt. Die Musik des Stücks ist für fünf Schlagzeuger gedacht, die live erzeugte und aufgezeichnete Soundeffekte hinzufügen. Obwohl Hörspiele in der Zeit vor dem Fernsehen generell beliebt waren, war das Publikum nicht auf die konzeptionelle Natur des Drehbuchs und der Klänge vorbereitet, die von Blechdosen, Gongs, Holzblöcken, Alarmglocken, Tamtam, einer Basstrommel, chinesischen Tomtoms, Bongos, Kuhglocken, Maracas, Claves, Ratschen, Samenrasseln, Nebelhorn, Donnerblech und den Soundeffekt-Aufnahmen erzeugt wurden. Während das Stück im Jahr 1942 unter dem litt, was der in Australien geborene Kunstkritiker Robert Hughes als „Schock des Neuen“ beschrieb, gibt es mit dem Aufkommen und der Akzeptanz von Free Jazz und freier Improvisation heute keine derartigen Hindernisse mehr, zumindest nicht für aufgeschlossene Zuhörer, meint Corroto. Amaroli erklärt, dass die Musik „vollständig improvisiert ist, ausgehend von jeder einzelnen Figur, die man in der Partitur findet … Melodiefragmente in G-Dur für Gitarre oder Sopransaxophon von Elliott Sharp und in F-Dur für Kontrabass von John Edwards. Jede einzelne Figur wurde frei improvisiert, wobei zunächst nicht immer ein rhythmischer Groove oder eine Stilidee gewählt wurde, sondern stets alles Mögliche und Offene für den Moment gelassen wurde.“
Introducing a Very Heavy Person wurde im September 2023 in Mailand im Studio aufgenommen und wird gespielt von Armaroli am Vibraphon, Elliott Sharp an der Gitarre oder am Sopransaxophon, Steve Piccolo (als Sprecher) und den elektronischen Geräten, John Edwards am Kontrabass und Mark Sanders am Schlagzeug – zusammen als Sergio Armaroli Quintet, aber in einer komplett neuen Besetzung, in der aus dem Quintett, das To Play Standard(s) Amnesia (Dodiculune, 2017) aufgenommen hat, nur Armaroli übrig geblieben ist.
Mit dem Quintett ist noch eine weitere Aufnahme entstanden: In Follow a Very Heavy Person (2025) erweiterte das Quintett die Grundlagen von Introducing a Very Heavy Person und tauchte tiefer in die klanglichen und philosophischen Dimensionen von John Cages und Kenneth Patchens experimentellem Hörspiel „The City Wears a Slouch Hat“ aus dem Jahr 1942 ein, notierte John Eyles.

## Titelliste
- Sergio Armaroli Quintet: Introducing a Very Heavy Person, First Visit to the Audio Equivalent of a Graphic Novel (ezz-thetics – ezz-thetics 114)[2]

1. Intro 7:19
2. Pigs Grunting 8:53
3. The Train 7:38
4. Chewing on Crackers 5:35
5. BluBottle Fly 6:11
6. Rubber Boots 4:04
7. Iron Scaffolding 5:06
8. 20 Scratchin Pencills 5:22
9. Scraping Frost Windshield 4:32
10. Wheezing Lungs 6:10
11. Small Scissors 2:48
12. Low Groan 5:11

Die Kompositionen stammen von Sergio Amaroli.

## Rezeption
Nach Ansicht von Mark Corroto, der das Album in All About Jazz rezensierte, habe Cage den 1950er und 1960er Jahren eine Abneigung gegen Improvisation in seiner Musik entwickelt, um sich zur Zeit dieses Hörspiels und erneut in den 1970er Jahren einigen Elementen dieser Kunstform zu widmen. Dieses Quintett würde weniger ein Hörspiel aufführen als vielmehr das Audio-Äquivalent einer Graphic Novel. Analog zu Patchens Figur „The Voice“ eröffne Piccolo „Intro“ mit der Warnung: „Möglicherweise ausgestorbene oder bald verschwindende Klänge, die nur in den Köpfen derer weiterleben werden, die sie in der Vergangenheit gehört haben.“ Seine prophetischen Worte würden detailliert die restlichen 13 Figuren oder Melodiefragmente beschreiben, die Armaroli für dieses Quintett geschaffen hat. Mit all dem versammelten musikalischen Talent sind Amarolis Figuren oder Melodiefragmente alles, was er für dieses erzählerische Abenteuer benötigt.
Die Besetzung des Quintetts von 2023 passe ideal zur Musik auf dem Album, meinte John Eyles in Squid’s Ear. Die Amerikaner Sharp und Piccolo seien mit Armaroli vertraut, da die drei „Blue in Mind“ (Leo, 2020) als Trio aufgenommen haben. Zwar habe das britische Duo Edwards und Sanders zuvor keine Erfahrung mit dem Italiener gehabt, aber ihre Arbeit mit Evan Parker könnte Armaroli auf sie aufmerksam gemacht haben, insbesondere da er und Parker „Dialog“ (ezz-thetics, 2023) als Duo aufgenommen hätten. Obwohl Piccolo für seine Sprach- und Elektronikeinlagen verantwortlich ist, dauern seine Spracheinlagen tatsächlich nur knapp eine Minute der insgesamt 69 Minuten des Albums und bestünden aus kurzen Ausschnitten, die zur Einführung der einzelnen Stücke verwendet wurden. Piccolos Elektronik trage eher zum Gesamtklang und zur Atmosphäre des Quintetts bei.
Armaroli habe melodische Fragmente für das Quintett geschaffen und bezeichnete die Musik als vollständig improvisiert, so John Eyles weiter. Sein Vibraphon sei allgegenwärtig; es würde die Musik der anderen untermalen und lenken. Wie nicht anders zu erwarten, seien Edwards und Sanders ebenso wichtig für Klang und Form des Quintetts. Sie spielten die Rolle einer konventionellen Rhythmusgruppe, würden dabei aber deutlich freier und experimentierfreudiger agieren. Von den fünf Musikern sei Sharp derjenige, der die Aufmerksamkeit der Zuhörer am ehesten auf sich ziehe; mit Soli auf Sopransaxophon oder Gitarre belebe er die Musik der anderen und des gesamten Quintetts. Insgesamt mache dies das Album zu einem fesselnden Hörerlebnis.